# قائمة مواقع التراث العالمي في أمريكا الجنوبية
هذه قائمة من مواقع التراث العالمي لليونسكو في أمريكا الجنوبية.

## أسطورة
موقع؛ حسب الاسم المسجل رسميا 
الموقع؛ على مستوى المدينة أو المستوى الإقليمي أو الإقليمي والعناصر الجغرافية
المعايير؛ على النحو المحدد من قبل لجنة التراث العالمي 
منطقة؛ في هكتار وفدان. إذا كان متوفراً، فقد لوحظ حجم المنطقة العازلة كذلك. تشير قيمة الصفر إلى عدم نشر أي بيانات من قبل اليونسكو
عام؛ تم خلاله تسجيل الموقع على قائمة التراث العالمي
وصف؛ معلومات موجزة عن الموقع، بما في ذلك أسباب التأهل كموقع معرض للخطر، إن وجد

## مواقع التراث العالمي
| ت  | أسم                                 | صورة | ولاية    | المعايير                | الوصف | مصدر        |
| -- | ----------------------------------- | ---- | -------- | ----------------------- | --- | ----------- |
| 1  | سيرا دو مار                         |      | البرازيل | طبيعي: vii, ix, x       | يحتوي الموقع على بعض من آخر الغابات الأطلسية المتبقية ويظهر تنوعًا كبيرًا للغاية مع العديد من الأنواع النادرة والمتوطنة. على هذا النحو هو من مصلحة عالية للعلماء وللمحافظة على حد سواء. | [ 3 ]       |
| 2  | برازيليا                            |      | البرازيل | ثقافي: (i), (iv)        | المخطط لها والتي وضعتها لوسيو كوستا وأوسكار نيماير في عام 1956، تم إنشاء برازيليا العدم من أجل نقل العاصمة من ريو دي جانيرو إلى موقع أكثر مركزية. جنبا إلى جنب مع شانديغار في الهند هو المكان الوحيد الذي تم فيه تطبيق مبادئ تصميم التعمير من كوربوزييه على نطاق واسع. | [ 4 ]       |
| 3  | فرناندو دي نورونيا                  |      | البرازيل | طبيعي                   | باعتبارها واحدة من الموائل القليلة في جنوب المحيط الأطلنطي، فإن الموقع ضروري كغذاء للتغذية الأرضية والتكاثر للكائنات البحرية بما في ذلك الأنواع المهددة والمهددة بالانقراض، وأبرزها السلاحف البحرية منقار الصقر. | [ 5 ] [ 6 ] |
| 4  | جزيرة روكاس الإستوائية              |      | البرازيل | طبيعي: vii, ix, x       | | [ 7 ]       |
| 5  | منتزه كانايما الوطني                |      | فنزويلا  | طبيعي: vii, viii, ix, x | تتميز الحديقة بجبال (tepui) تغطي 65٪ من المساحة وهي ذات أهمية جيولوجية وبيولوجية، وتوفر موئلاً لعدد كبير من الأنواع المتوطنة. يتم تضمين Angel Falls وهو أعلى شلال في العالم في مكان الإقامة. | [ nb 1 ]    |
| 6  | حديقة جاو الوطنية                   |      | البرازيل | طبيعي: ix, x            | | [ 8 ]       |
| 7  | منتزه كانايما الوطني                |      | فنزويلا  | طبيعي: vii, viii, ix, x | يتألف الموقع من مساحات كبيرة غير مضطربة من الغابات الاستوائية مع التنوع البيولوجي العالي، والعديد من الأنواع المتوطنة والمهددة. بسبب التضاريس ومدى ظروف التربة، فإن لديها مناطق بيئية مختلفة. | [ 9 ]       |
| 8  | محمية سورينام الطبيعية المركزية     |      | سورينام  | طبيعي: (ix), (x)        | المتنزهان مميزان للسيررادو، أحد أقدم النظم البيئية الاستوائية في العالم وملاذًا مهمًا للأنواع في أوقات تغير المناخ. | [ 8 ]       |
| 9  | سيرادو                              |      | البرازيل | طبيعي                   | | [ 9 ]       |
| 10 | Chapada dos Veadeiros National Park |      | البرازيل | طبيعي: ix, x            | | [ 10 ]      |
| 11 | Emas National Park                  |      | البرازيل | طبيعي: ix, x            | |             |
| 12 | تشان تشان                           |      | بيرو     | ثقافي: i, iii           | شكلت مدينة تشان تشان عاصمة لثقافة Chimú. تطورت مملكة Chimú على طول ساحل شمال بيرو. ينقسم تشان تشان إلى تسع وحدات مسورة تشير إلى التقسيم السياسي والاجتماعي. تم احتلال Chimú من قبل الإنكا في عام 1470. تم إدراج الموقع في قائمة التراث العالمي في خطر عندما تم تسجيله لأول مرة، حيث تتضرر الإنشاءات من الطوب بسهولة بسبب الأمطار الغزيرة والتعرية.                                                        | [ 9 ]       |
| 13 | تشافين دي هوانتار                   |      | بيرو     | ثقافي: (iii)            | تطورت ثقافة تشافن في مرتفعات الأنديز بين عامي 1500 و 300 قبل الميلاد، والموقع المعروف الآن باسم تشافين دي هوانتار كان بمثابة المركز. يتكون الموقع من مجمع من التراسات والساحات المقطوعة من الصخور. من المعتقد أن تشافن كان في المقام الأول مجتمعًا دينيًا نتج تأثيره عن ثقافتهم، بدلاً من التوسع العنيف. |             |
| 14 | كنائس تشيلوي                        |      | تشيلي    | ثقافي: ii, iii          | الكنائس هي أبرز مثال على العمارة الخشبية في شيلوتا التي تدمج التقاليد الأوروبية والأصلية. وهي نتيجة للبعثات اليسوعية من القرنين السابع عشر والثامن عشر. |             |
| 15 | كوسكو (المدينة)                     |      | بيرو     | ثقافي: iii, iv          | هي مدينة في جنوب شرق بيرو، بالقرب من وادي أروبامبا من سلسلة جبال الأنديز . هي عاصمة إقليم كوسكو وكذلك مقاطعة كوسكو. في عام 2013 ، كان عدد سكان المدينة 435,114. تقع على الطرف الشرقي من عقدة كوزكو، وارتفاعه حوالي 3400 متر (11200 قدم). |             |
| 16 | قوسقو                               |      | بيرو     | ثقافي: iii, iv          | بنيت قوسقو من قبل حضارة الانكا الملك باشاكوتيك، الذين حكموا المملكة من كوزكو لأنها توسعت لتصبح امبراطورية الانكا في القرن ال15. وأصبحت المدينة الأكثر أهمية في إمبراطورية الإنكا، مقسمة إلى مناطق متميزة للاستخدام الديني والإداري، ومحاطة بنظام منظم من الزراعة والحرفيين والاستخدامات الصناعية. بعد أن غزا الإسبان الإمبراطورية في القرن السادس عشر، قاموا ببناء كنائس باروكية ومباني على أطلال الإنكا. |             |
| 17 | بوتوسي                              |      | بوليفيا  | ثقافي: (ii), (iv), (vi) | تقع بوتوسي على سفوح جبل سيرو ريكو (الجبل الغني) وهو الجبل الذي يعتقد بأنه مصنوع من فلز الفضة والتي اشتهرت المدينة بإنتاجها لها. بعتبر هذا الجبل هو سبب الشهرة التاريخية لمدينة بوتوسي، حيث كانت المدينة المزود الرئيسي للفضة إلى إسبانيا أثناء دخول الإمبراطورية الإسبانية للعالم الجديد. |             |